# پولو (ایلینوی)
پولو، ایلینوی (به انگلیسی: Polo, Illinois) یک سکونتگاه مسکونی در ایالات متحده آمریکا با جمعیت ۲٬۳۵۵ نفر است که در شهرستان اوگل واقع شده‌است.

## موقعیت جغرافیایی
موقعیت جغرافیایی شهرها و مناطق اطراف به شرح زیر است: